# Internationaler Kinderbuchtag
Der Internationale Kinderbuchtag (englisch International Children’s Book Day, französisch Journée internationale du livre pour enfants) ist ein internationaler Aktionstag, der die Freude am Lesen unterstützen und das Interesse an Kinder- und Jugendliteratur fördern soll. Er wird seit dem Jahr 1967 jährlich am 2. April, dem Geburtstag des bekannten Dichters und Schriftstellers Hans Christian Andersen, begangen und wurde durch das International Board on Books for Young People (IBBY) gegründet. Seither findet der Internationale Kinder- und Jugendbuchtag auch jährlich in Deutschland statt und wird von der deutschen Sektion von IBBY, dem Arbeitskreis für Jugendliteratur e. V. mit Sitz in München, betreut.

## Der Aktionstag

### Ziele und Umsetzung

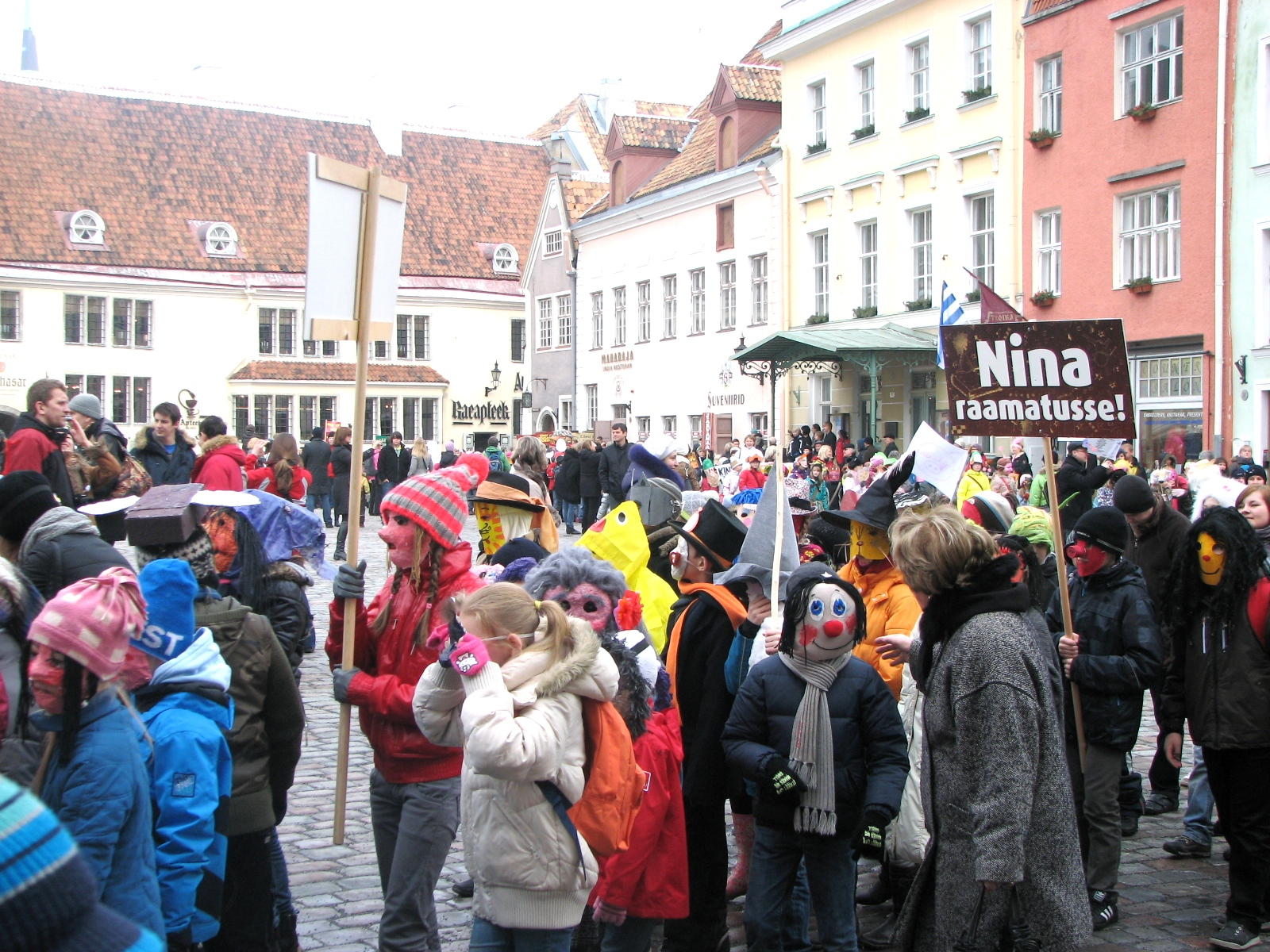
Aktion am Internationalen Kinderbuchtag 2011, hier: Maskenumzug in Tallinn in Estland

Vorrangige Ziele des Internationalen Kinderbuchtags sind:
- die internationale Verständigung durch Kinder- und Jugendliteratur,
- Kindern weltweit einen (leichteren) Zugang zu Büchern mit literarischem und künstlerischem Anspruch zu ermöglichen,
- Schaffung von Voraussetzungen für die Veröffentlichung und Verbreitung qualitativ hochwertiger Kinderbücher,
- Unterstützung und Weiterbildung von Menschen mit Interesse an Kinder- und Jugendliteratur,
- Anregung zu wissenschaftlicher Auseinandersetzung und Diskussion über Kinderliteratur.

Jedes Jahr übernimmt eine andere nationale Sektion von IBBY die Ausrichtung des Tages. Dabei werden von der ausrichtenden Sektion jeweils ein spezifisches Thema festgelegt, ein Kinderbuchautor aus ihrem Land verpflichtet, der eine „Botschaft zum Internationalen Kinder- und Jugendbuchtag“ verfasst, und ein Illustrator gewonnen, der ein passendes Plakat gestaltet.
Die nationalen IBBY-Sektionen verbreiten die vom ausrichtenden Land verfasste Botschaft mit Hilfe der Medien und veranstalten zudem meist zahlreiche Aktivitäten in Zusammenarbeit mit Schulen und Bibliotheken. Dabei wird der Internationale Kinderbuchtag oft mit speziellen Veranstaltungen begangen, wie Präsentation von Autoren und Illustratoren, Buchlesungen, Schreibwettbewerbe oder Vergabe von Buchpreisen.

## Bisherige Internationale Kinderbuchtage
| Jahr | Ausrichtendes Land           | Motto (englisch)                                              | Motto (deutsch)                     | Plakat (Illustrator)               | Botschaft (Autor)             |
| ---- | ---------------------------- | ------------------------------------------------------------- | ----------------------------------- | ---------------------------------- | ----------------------------- |
| 2024 | Japan                        | Cross the Seas on the Wings of Imagination                    | …                                   | Nani Furiya                        | Eiko Kadono                   |
| 2023 | Griechenland                 | I am a book, read me.                                         | …                                   | Photini Stephanidi                 | Vagelis Iliopoulos            |
| 2022 | Kanada                       | Storys are wings that help you soar every day                 | …                                   | Julie Flett                        | Richard Van Camp              |
| 2021 | Vereinigte Staaten           | The music of words                                            | …                                   | Roger Mello                        | Margarita Engle               |
| 2020 | Slowenien                    | A Hunger For Words                                            | …                                   | Damijan Stepančič                  | Peter Svetina                 |
| 2019 | Litauen                      | Books Help Us Slow Down                                       | …                                   | Kęstutis Kasparavičius             | Kęstutis Kasparavičius        |
| 2018 | Lettland                     | The Small is Big in a Book                                    | …                                   | Reinis Petersons                   | Inese Zandere                 |
| 2017 | Russland                     | Let Us Grow With the Book                                     | …                                   | Mikhail Fedorov                    | Sergey Makhotin               |
| 2016 | Brasilien                    | Once Upon a Time                                              | …                                   | Ziraldo                            | Luciana Sandroni              |
| 2015 | Vereinigte Arabische Emirate | Many Cultures, One Story                                      | Viele Kulturen, eine Geschichte     | Nasim Abaeian                      | Marwa Obaid Rashid Al Aqroubi |
| 2014 | Irland                       | Imagine Nations through Story                                 | …                                   | Niamh Sharkey                      | Siobhán Parkinson             |
| 2013 | Vereinigte Staaten           | Bookjoy around the World                                      | …                                   | Ashley Bryan                       | Pat Mora                      |
| 2012 | Mexiko                       | Once upon a time, there was a story that the whole world told | …                                   | Juan Gedovius                      | Francisco Hinojosa            |
| 2011 | Estland                      | The Book Remembers                                            | Das Buch erinnert                   | Jüri Mildeberg                     | Aino Pervik                   |
| 2010 | Spanien                      | A book is waiting for you, find it!                           | Ein Buch wartet auf dich, finde es! | Noemí Villamuza                    | Eliacer Cansino               |
| 2009 | Ägypten                      | I am the World                                                | Ich bin die Welt                    | Hani D. El-Masri                   | EBBY                          |
| 2008 | Thailand                     | Books Enlighten: Knowledge Delights                           | …                                   | Chakrabhand Posayakrit             | Chakrabhand Posayakrit        |
| 2007 | Neuseeland                   | Stories Ring the World                                        | …                                   | Zac Waipara                        | Margaret Mahy                 |
| 2006 | Slowakei                     | The Destiny of Books is Written in the Stars                  | …                                   | Peter Cisárik                      | Ján Uliciansky                |
| 2005 | Indien                       | Books Are My Magic Eyes                                       | …                                   | Jagdish Joshi                      | Manorama Jafa                 |
| 2004 | Griechenland                 | The Light of the Books                                        | Das Licht der Bücher                | Nicholas Andrikopoulos             | Angeliki Varella              |
| 2003 | Brasilien                    | The World in an Enchanted Network                             | …                                   | Rafael Fabrice Yockteng Benalcázar | Ana Maria Machado             |
| 2002 | Österreich                   | Climbing Up Book By Book                                      | …                                   | Maria Blazejovsky                  | Renate Welsh                  |
| 2001 | Ungarn                       | Books Have It All                                             | …                                   | Krisztina Rényi                    | Éva Janikovszky               |
| 2000 | Finnland                     | The Secret Is in the Book, the Book Is the Secret             | …                                   | Mika Launis                        | Hannele Huovi                 |